# Jukos
Jukos (russisk: ЮКОС, tr. Jukos) var et russisk olieselskab, der tegnede sig for omkring 20% af den russiske olieproduktion.
Virksomheden ejedes af Mikhail Khodorkovskij, der den 25. oktober 2003 blev arresteret af de russiske myndigheder anklaget for skatteunddragelse. Virksomheden anklagedes at have skjult 7 milliarder rubler, og i 2004 blev Jukos solgt på tvangsauktion til Gazprom.
Navnet kommer fra Juganskneftegas (Юганскнефтегаз; "Jugansk", "olie", "gas") og Kujbysjevnefteorgsintez (Куйбышевнефтеоргсинтез; "Kujbysjev", "olie", "organisk syntese").